# Sodruschestwo-Liga
Die Sodruschestwo-Liga (russisch Лига Содружества) ist ein Fußball-Wettbewerb für Mannschaften aus den von Russland annektierten Gebieten der Ukraine. Die Meisterschaft wurde erstmals 2023 ausgetragen. Die Liga wird vom russischen Sportministerium unterstützt, jedoch weder durch die FIFA noch durch die UEFA offiziell anerkannt. Aktueller Titelträger ist Tschernomorez Sewastopol.

## Geschichte
In Folge der Euromaidan-Unruhen spalteten sich zunächst Teile der ukrainischen Regionen Luhansk und Donezk von der Ukraine ab und die Halbinsel Krim wurde von Russland annektiert. Während des Großangriffs auf die Ukraine seit 2022 verleibte sich Russland weite Teile der ukrainischen Regionen Luhansk, Donezk, Saporischschja und Cherson ein. 
Diese politischen Entwicklungen bedeuteten einen tiefen Einschnitt für den Fußball in der Region. Eine Teilnahme am ukrainischen Ligasystem war logistisch nicht mehr möglich, ein Wechsel ins russische Ligasystem rechtlich ausgeschlossen. Die beiden größten Vereine Schachtar Donezk und Sorja Luhansk wurden durch die politische Situation ins Exil gezwungen und konnten seit 2014 nicht mehr in ihren Heimatstädten spielen.
Für die Vereine auf der Halbinsel Krim wurde 2015 die Krim-Liga geschaffen, für Mannschaften aus Luhansk, Donezk, Saporischschja und Cherson entstand 2023 die Sodruschestwo-Liga (Sodruschestwo ist das russische Wort für „Gemeinschaft“).
Die erste Spielzeit wurde von August bis Oktober 2023 als Pokalwettbewerb ausgetragen. Es nahmen drei Mannschaften aus Luhansk, vier aus Donezk sowie jeweils eine Mannschaft aus Saporischschja und Cherson teil. Mit dem AFK Jewpatorija war auch eine Mannschaft von der Krim dabei. Erster Meister wurde Dynamo Luhansk dank eines 1:0-Sieges im Finale gegen Gwardejez Donezk.
Die Saison 2024 war die erste Spielzeit, die im Ligamodus ausgetragen wurde. Die Spiele fanden vom 30. März 2024 bis zum 18. Oktober 2024 statt und wurden alle auf der Krim (hauptsächlich in Jewpatorija und Sewastopol) ausgetragen. Es nahmen, wie im letzten Jahr, 10 Mannschaften teil - jeweils drei aus Luhansk, Donezk und von der Krim, sowie eine aus Cherson. Im ersten Spiel gewann Sorja Luhansk mit 3:0 gegen die zweite Mannschaft vom FK Sewastopol. Meister wurde am Ende Tschernomorez Sewastopol, die in der Vorsaison noch in der Krim-Liga antraten.

## Modus
Das erste Turnier 2023 wurde mit 10 Mannschaften ausgetragen, die auf zwei 5er-Gruppen aufgeteilt wurden. Jede Mannschaft spielte einmal gegen all ihre Gruppengegner. Die beiden besten Mannschaften der Gruppen qualifizierten sich für das Halbfinale. Dort trafen die Gruppenersten auf den Gruppenzweiten der jeweils anderen Gruppe. Die Sieger der Halbfinals ermittelten im Finale den Turniersieger und die Verlierer trafen im Spiel um Platz 3 aufeinander.
Die Saison 2024 war die erste Spielzeit in der alle Mannschaften in einer gemeinsamen Liga aufeinander trafen. Es nahmen wieder 10 Mannschaften teil. Jede Mannschaft trat jeweils zweimal gegen alle anderen Mannschaften an. Die Liga wird im Kalenderrhythmus von März bis Oktober ausgetragen. Wer am Saisonende Tabellenführer ist, gewinnt die Meisterschaft.
Falls zwei oder mehr Mannschaften am Ende der Saison punktgleich sind, entscheidet zunächst der direkte Vergleich, danach die Anzahl der Gesamtsiege, die Tordifferenz, die erzielten Toren und schließlich die Fairplaywertung.

## Teilnehmer 2025
In der aktuellen Saison sind folgende Fußballmannschaften in der höchsten Liga der Südostukraine vertreten:
| Mannschaft               | Ort        | Gebietseinheit        |
| ------------------------ | ---------- | --------------------- |
| Gwardejez Donezk         | Donezk     | Volksrepublik Donezk  |
| Schachtar Donezk         | Donezk     | Volksrepublik Donezk  |
| SK Sila Donbassa         | Telmanowe  | Volksrepublik Donezk  |
| Dynamo Luhansk           | Luhansk    | Volksrepublik Lugansk |
| Schachtar Swerdlowsk     | Swerdlowsk | Volksrepublik Lugansk |
| Sorja Luhansk            | Luhansk    | Volksrepublik Lugansk |
| Fregat Cherson           | ?          | Oblast Cherson        |
| Saporischschja-Auswahl   | ?          | Oblast Saporischschja |
| FK Sewastopol-2          | Sewastopol | Sewastopol            |
| Tschernomorez Sewastopol | Sewastopol | Sewastopol            |

## Alle Saisons
| Saison | Meister                  | Zweiter          | Dritter               |
| ------ | ------------------------ | ---------------- | --------------------- |
| 2023   | Dynamo Luhansk           | Gwardejez Donezk | Schachtjor Swerdlowsk |
| 2024   | Tschernomorez Sewastopol | Dynamo Luhansk   | Sorja Luhansk         |
| 2025   |                          |                  |                       |

## Bisherige Meister
| Mannschaft               | Meister | Siegerjahre |
| ------------------------ | ------- | ----------- |
| Dynamo Luhansk           | 1       | 2023        |
| Tschernomorez Sewastopol | 1       | 2024        |